# Alan Marley
Alan Marley (...) è un ex calciatore neozelandese, di ruolo attaccante.
Marley ha fatto il suo debutto completo con gli All Whites in una vittoria per 4-1 sulla Nuova Caledonia il 17 settembre 1972 e ha concluso la sua carriera internazionale con 12 presenze per la squadra nazionale e 3 gol al suo attivo, la sua ultima presenza in una sconfitta per 0-2 contro l'Iraq il 13 marzo 1973. Marley ha saltato solo una partita a livello internazionale tra il debutto e la sua ultima convocazione e ha segnato in tre partite consecutive in un periodo di quattro giorni nel febbraio 1973. Marley ha concluso i suoi giorni da giocatore con la squadra di successo della Brisbane Premier League, North Star FC. Prima di un litigio con l'allenatore del North Star che lo ha portato a firmare per Mt.Gravatt Hawks. Che era allenato dall'ex compagno di squadra di Marley nel Qld State, Ian Steele, per il resto della stagione 1986.

## Carriera

### Nazionale
Con la maglia della Nazionale ha vinto la Coppa delle nazioni oceaniane nel 1973, edizione di cui è stato anche il capocannoniere.

## Palmarès

### Club
- Chatham Cup: 1

Christchurch United: 1972

### Nazionale
- Coppa d'Oceania: 1

Nuova Zelanda 1973

### Individuale
- Capocannoniere della Coppa delle nazioni oceaniane: 1

1973 (3 reti)